# 法國—海地關係
法國－海地關係是法国和海地之间的外交关系。这两个国家都是法语国家及地区国际组织、联合国和世界贸易组织的成员。

## 历史
第一群到达海地的法国人是一群海盗，他们在1625年开始使用托尔蒂岛（海地北部）作为基地和定居点，袭击西班牙船只。1663年，法国殖民者在伊斯帕尼奥拉岛西部的莱奥甘建立了一个殖民地。在1697年的九年战争之后，西班牙帝国割让了伊斯帕尼奥拉岛的西部，同年签订了《雷斯维克条约》。法国将这片殖民地命名为圣多明戈。该殖民地是法国最多产和最富有的殖民地，主要种植烟草、靛蓝、糖、棉花和可可。由于泰诺人濒临灭绝，法国使用了来自非洲的奴隶劳工。

### 独立

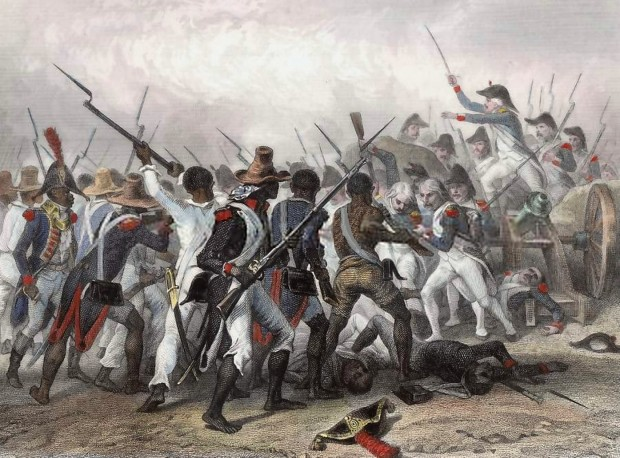
独立战争

从1789年到1799年，法国经历了法國大革命。法国大革命对海地产生了重大影响。1791年8月，海地北部地区的奴隶发动了一场起义，这就是后来的海地革命。1793年，法国派遣了一个使节莱格·费利西特·索索克斯来维持对殖民地的控制和稳定。1793年2月，海地领导人杜桑·卢维杜尔加入西班牙军队对抗法国。1793年10月，索索克斯解放了海地的奴隶。1794年5月，卢维杜尔离开了西班牙军队，因为西班牙军队拒绝解放他们在伊斯帕尼奥拉岛东部的奴隶。
1801年，卢维杜尔击败了圣多明各的西班牙人，解放了该地区的奴隶。1802年，拿破仑·波拿巴将军派遣4万名法国和波兰军队到伊斯帕尼奥拉岛。不久之后，拿破仑的妹夫夏尔·勒克莱尔将军要求与卢维杜尔会面讨论条件。这是一个骗局，后来卢维杜尔被抓获并流放到法国，并于1803年4月在那里去世。卢维杜尔死后，让-雅克·德萨林成为独立斗争的领袖，继续与法国军队作战。在1803年11月Vertières战役之后，法国放弃了所有保留对殖民地控制的希望。1804年1月1日，德萨林宣布圣多明克独立，并将新国家重新命名为“海地”。
1824年，法国正式承认海地独立。

### 独立后
1825年，法国国王查理十世要求海地赔偿法国因海地独立而造成的金钱和贸易损失。法国威胁要入侵海地，并向这个岛国派遣了12艘军舰。1825年4月17日，两国达成了一项协议。在海地同意在五年内向法国支付1.5亿金法郎作为前殖民者的赔款后(後減至90000000法郎)，法国宣布放弃一切重新征服海地的企图，并承认海地为一个独立国家。1825年11月，第一位法国领事向海地总统让-皮埃尔·布瓦耶递交了国书。1838年2月12日，两国签订了“和平友好条约”。自从两国建立外交关系以来，两国签署了几项协议和条约，例如1958年的《商业协定》、贸易条约（1959年）、两国航空运输协定（1965年）、文化、科学和技术合作协定（1972年）、保护投资公约（1973年）、旅游合作（2007年）以及联合研究和专业培训协议（2015年）。

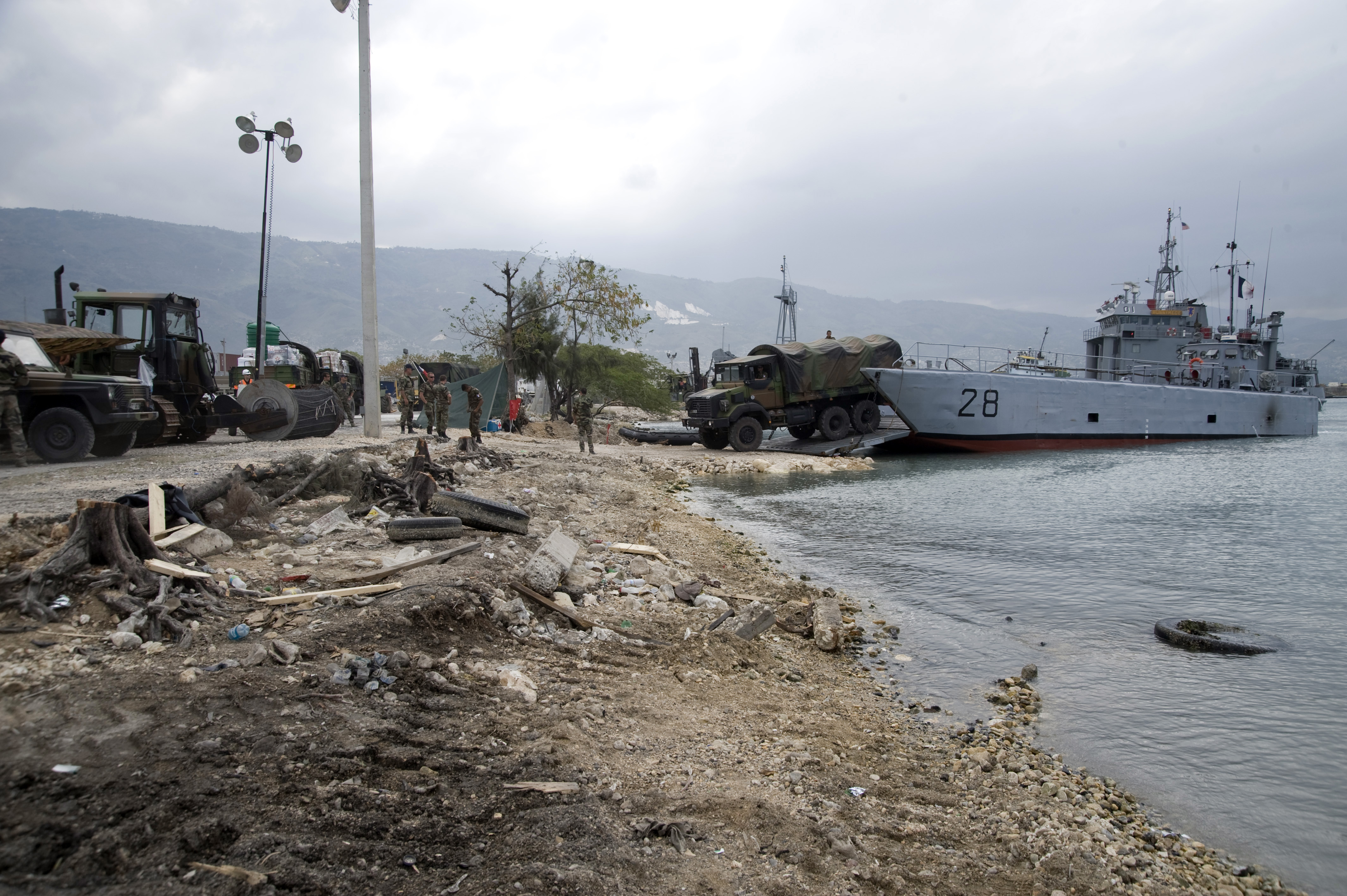
2010年，法国军方在海地的海滩上卸载设备和救援物资

自独立以来，法国继续在海地事务中发挥重要作用。几位被赶下台的海地总统到法国寻求庇护，如让-皮埃尔·布瓦耶、利西于·萨洛蒙、弗兰克·拉沃、迪馬瑟·埃斯蒂梅和让-克洛德·杜瓦利埃。在1991年9月军方将让-贝特朗·阿里斯蒂德总统赶下台后，1993年12月，法国要求联合国加强对海地的制裁。
2010年2月，法国总统萨科齐访问海地，这是法国总统首次访问海地。在访问期间，萨科齐总统承诺向遭受史上最严重地震的海地提供2.3亿欧元的援助。萨科齐总统还宣布免除海地欠法国的5600万欧元债务。2015年5月，法国总统奥朗德正式访问海地，承诺为这个岛国的发展项目提供1.45亿美元。

## 贸易
2017年，法国和海地之间的贸易总额为6900万欧元。法国对海地的主要出口产品包括：制成品、服装、机械设备、乳制品和药品。海地对法国的主要出口包括：水果和蔬菜、饮料植物（可可和咖啡）、蒸馏酒精饮料（朗姆酒）、速食食品和香料植物。

## 常驻外交使团
- 法国在太子港设有大使馆。[18]
- 海地在巴黎设有大使馆，在卡宴和皮特尔角城设有总领事。[19]

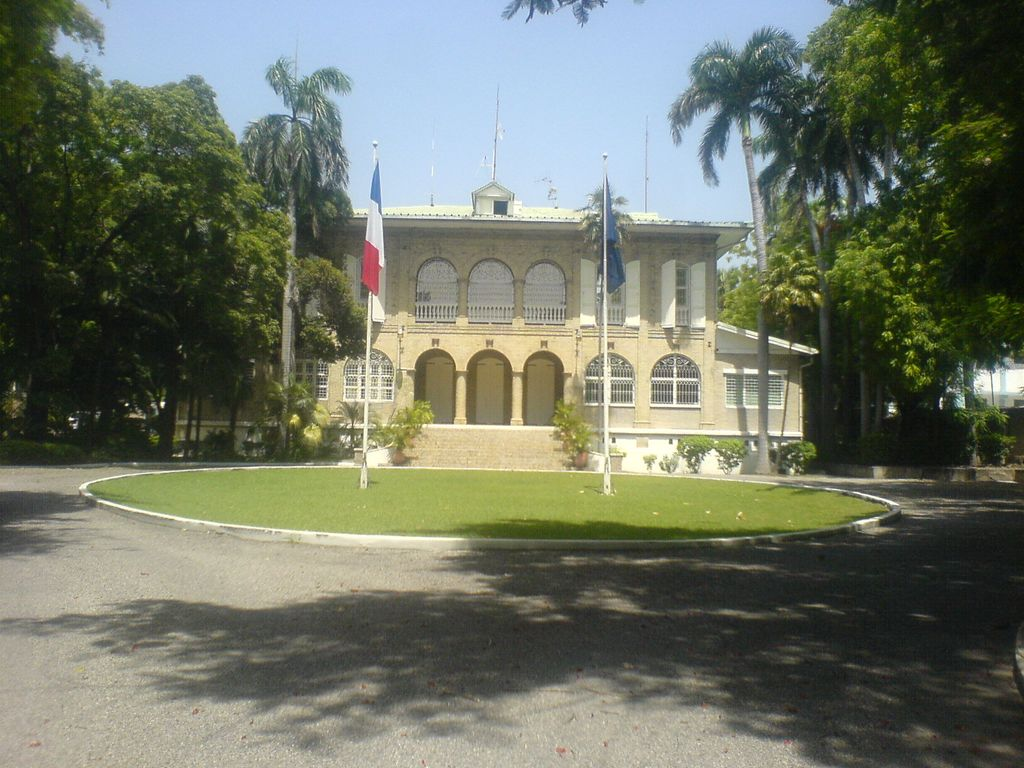
法国在太子港的大使馆
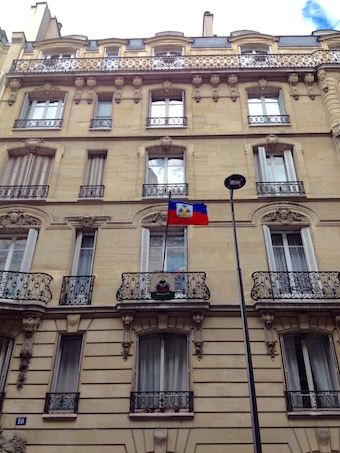
海地在巴黎的大使馆